# Saint-Vallier, Vosges
Saint-Vallier är en kommun i departementet Vosges i regionen Grand Est (tidigare regionen Lorraine) i nordöstra Frankrike. Kommunen ligger i kantonen Dompaire som tillhör arrondissementet Épinal. År 2022 hade Saint-Vallier 100 invånare.

## Befolkningsutveckling
Antalet invånare i kommunen Saint-Vallier
| Referens: INSEE |